# Андрієвське сільське поселення (Великоігнатовський район)
Андрі́євське сільське поселення (рос. Андреевское сельское поселение) — муніципальне утворення у складі Великоігнатовського району Мордовії, Росія. Адміністративний центр та єдиний населений пункт — село Андрієвка.

## Населення
Населення — 548 осіб (2019, 700 у 2010, 828 у 2002).